# Ontherus pilatus
Ontherus pilatus är en skalbaggsart som beskrevs av François Génier 1996. Ontherus pilatus ingår i släktet Ontherus och familjen bladhorningar. Inga underarter finns listade i Catalogue of Life.